# Принц Карл Люксембурзький
Принц Карл Люксембурзький (Charles Jean Philippe Joseph Marie Guillaume; народився 10 травня 2020) — єдина дитина спадкоємного великого герцога Гійома та спадкової великої княгині Стефані. Народився в пологовому будинку великої герцогині Шарлотти в місті Люксембург. Є другим у лінії спадкування престолу Люксембургу. Його народження було відзначено 21-гарматним салютом в Форті Thüngen в Кірхберзі. 19 вересня 2020 року принца Чарльза охрестили в абатстві Св. Моріса та Св. Мавра Клервоського в Люксембурзі. Його хрещеними батьками є тітка по матері графиня Гаель де Ланнуа і дядько по батькові принц Луї Люксембурзький.